# Székesfehérvári Balett Színház
A Székesfehérvári Balett Színházat 2018. augusztus 1-jén alapították Székesfehérvár Megyei Jogú Város közgyűlésének határozata alapján. A megalapítással az a cél valósult meg, miszerint más megyei jogú városokhoz hasonlóan Székesfehérvárnak is lett saját, önálló táncszínháza, a város kulturális intézményeként működő, kortárs balett-társulata.
Az intézmény fenntartója Székesfehérvár Megyei Jogú Város, az intézmény igazgatója, Egerházi Attila.
A Székesfehérvári Balett Színház mindenkori repertoárját egymástól karakteresen eltérő stílusjegyeket mutató, kortárs balettek alkotják. A repertoár alapvetően két nagy csoportra tagolódik: az egyik csoportot a cselekményes balettek – irodalmi hasonlattal élve tánc-novellák, vagy tánc-regények – jelentik, a másik csoportba a cselekmény nélküli, egyfelvonásos balettek – irodalmi hasonlattal élve tánc-versek – tartoznak.
Kiemelt figyelmet kíván szentelni az ifjúság, a fiatal generáció, a jelen és a jövő közönségének megszólításának.

## Társulati tagok 2018/19
Vezetőség: Egerházi Attila – igazgató, Cselle Bence – operatív vezető, Cristina Porres Mormeneo – vezető balettmester, szólista
További munkatársak: Láposi Réka – produkciós menedzser, Bokrossy Barbara – művészeti titkár, Nagy Eszter – operatív ügyintéző
Táncosok
- Cristina Porres Mormeneo
- Emma Pérez
- Marina Pérez Ahedo
- Graziano Davide Bongiovanni
- Marie Vilette
- Liszkai Zsófia
- Fernando Gabriel Luis Luis
- Nina Maycas
- Dušana Héraková
- Erdélyi Zsombor
- Barna Krisztián
- Eduardo Jose Alves da Silva
- Dávid Janík
- José Blasco Pastor

## Társulati tagok 2019/20
Vezetőség: Egerházi Attila – igazgató, Cselle Bence – operatív vezető, Cristina Porres Mormeneo – vezető balettmester, szólista
További munkatársak: Vladan Jovanovic – balettmester, Láposi Réka – produkciós menedzser, Orbán Gábor – művészeti titkár, Nagy Eszter – operatív ügyintéző
Táncosok
- Barna Krisztián
- Dusana Heráková
- Dávid Janík
- Liszkai Zsófia
- Fernando Gabriel Luis Luis
- Nina Maycas Tarela
- Cristina Porres Mormeneo
- Elisa Lodolini
- Elisa Insalata
- Maria Fernanda Losada
- Marcell Stiedl
- Matheus da Silva Sousa
- Valerio Zaffalon

## Társulati tagok 2020/21
Vezetőség: Egerházi Attila – igazgató, Cselle Bence – operatív vezető, Cristina Porres Mormeneo – vezető balettmester, szólista
További munkatársak: Gimesi-Kramár Judit – produkciós menedzser, Orbán Gábor – művészeti titkár, Nagy Eszter – operatív ügyintéző, Balázs Nikolett – balettoktató
Táncosok
- Dusana Heráková
- Dávid Janík
- Fernando Gabriel Luis Luis
- Cristina Porres Mormeneo
- Elisa Insalata
- Elisa Lodolini
- Wu Meng-Ting
- Lin Yun-Cheng
- Kiss Réka
- Kovalszki Boglárka
- María Fernanda Losada
- Valerio Zaffalon
- Yoshitake Koh
- Francesco Vitale Farris
- Leigh Alderson

## Társulati tagok 2021/22
Vezetőség: Egerházi Attila – igazgató, Cselle Bence – operatív vezető, Cristina Porres Mormeneo – vezető balettmester, szólista
További munkatársak: Gimesi-Kramár Judit – produkciós menedzser, Orbán Gábor – művészeti titkár, Balázs Nikolett – operatív ügyintéző
Táncosok
- Dávid Janík
- Fernando Gabriel Luis Luis
- Cristina Porres Mormeneo
- Elisa Lodolini
- Wu Meng-Ting
- Lin Yun-Cheng
- Kovalszki Boglárka
- María Fernanda Losada
- Valerio Zaffalon
- Yoshitake Koh
- Francesco Vitale Farris
- Leigh Alderson
- Chiara Malavasi
- Eva Gonzalez Buendía
- Elinor Ostrovsky
- Adéla Lišková
- Nina Sninská
- Mary Wallbank